# ダニエーレ・マクッリャ
ダニエーレ・マクッリャ（Daniele Macuglia, 1984年2月22日 - ）イタリア・トルメッツォ生まれの物理学者及び科学史家。北京大学科学史助理教授、シカゴ大学ノイバウアー・コレギウム・フォー・カルチャー・アンド・ソサエティ（Neubauer Collegium for Culture and Society）の元研究員。レオナルド・ダ・ヴィンチ研究者。パヴィア大学物理学卒。パヴィア高等研究院（I.U.S.S.）で研鑽を積む。その後、シカゴ大学で近代科学史博士課程修了。
シカゴ大学、研究機関ニューベリー図書館やシカゴ美術館付属美術大学で教鞭を執る。

## 略歴
マクッリャはイタリアのトルメッツォで生まれ、パヴィア大学で物理学を専攻し、最優等（summa cum laude）の成績で修士課程を修了した。その後、シカゴ大学で科学史・科学哲学の博士号を取得。>また、パヴィア高等研究所（Istituto Universitario di Studi Superiori di Pavia）の出身であり、シカゴではアメリカの物理学者レオ・カダノフ（Leo P. Kadanoff）の指導のもと研究を行った。
マクッリャの研究分野は計算統計力学であり、とりわけモンテカルロ法や分子動力学シミュレーションの理論的基盤に関心を持っている。

## 古代ローマ及びルネサンス時代の料理を研究
学術研究に加えて、マクッリャは著名料理研究家及びイタリア人タレントであるベリッシモ・フランチェスコ（Francesco Bellissimo）と協力し、イタリアの食文化の歴史的・文化的意義を探求する学際的プロジェクトに取り組んでいる。
この共同研究には、学術調査、講演会、公開イベントなどが含まれ、主にアジアや米国において、各国のイタリア領事館や大使館の支援を受けながら実施されている。特に古代ローマやルネッサンスの食文化の研究に重点を置き、レオナルド・ダ・ヴィンチとその時代背景に関する考察を行っている。。

## 主な連載作品
- 「ベリッシモ・フランチェスコの美味しいレシピのお話」Q Magazine（Q Publishing, Inc. アメリカ合衆国）

## 受賞歴
マクッリャは、イタリア国内の科学コンテスト「I Giovani e le Scienze」において最優秀賞を受賞し、欧州連合若手科学者コンテスト（European Union Contest for Young Scientists）では特別賞を受賞した。2020年には、イタリア物理学会（Italian Physical Society）より科学史に関する最優秀コミュニケーション賞を受賞した。
北京大学では、2023年に大学教育における「優秀賞」（优秀奖）を受賞し、2024年には教育への貢献を称える教員表彰「旭日賞」（旭日奖）を受賞した。